# リサイタル・ノヴァ
『リサイタル・ノヴァ』は、NHK-FM放送で2012年4月8日から2019年3月まで放送されていたクラシック音楽番組。同年4月からは体裁はそのままで、イタリア語で情熱を意味する「リサイタル・パッシオ」に改題しリニューアルしている。

## 番組概要
クラシック音楽のこれからを担う若手の演奏家（声楽、ピアニスト、管楽器・弦楽器他）を毎回スタジオに招いての生演奏と、彼らの音楽についての情熱を語るトークで構成される。当初は非公開であったが、後にNHK放送センターのラジオの公開スタジオ（大抵は509スタジオ、またはみんなの広場ふれあいホール）、NHK大阪ホールをはじめとした全国のホールに出向いて公開収録も行うようになる。
毎回3月の最終週（年度末）は「支配人が振り返るこの1年」と題して、今年度の総集編として現在まで招いたゲストの演奏をダイジェストで放送する回がある。

## 司会（支配人）
- 金子三勇士（ピアニスト、2017年度は副支配人として最終週担当）

### 過去の司会（支配人）
- 本田聖嗣（ピアニスト、2018年4月1日まで担当）

## 放送時間
- NHK-FM
  - 本放送　毎週日曜 20:25 - 21:00（2024年4月から、それまでは毎週日曜 20:20 - 20:55）
  - 再放送　毎週日曜 05:00 - 05:35（2023年4月から、それまでは毎週金曜 09:20 - 09:55）